# Andrei Pavel
Andrei Pavel (n. 27 ianuarie 1974, Constanța, România) este un jucător și antrenor de tenis român. Și-a încheiat cariera la simplu în anul 2009, la turneul BCR OPEN România, fiind învins în ultimul meci de Pablo Cuevas cu scorul de 6-3, 7-6. Cea mai bună poziție în clasamentul ATP a fost în anul 2004 când a ocupat locul 13. 
A debutat în 1990, la vârsta de 16 ani. În palmaresul său se află trei titluri ATP câștigate la simplu: Tokyo 1998, Sankt Poelten 2000 și Montreal 2001 și șase la dublu: București 1998, Kitzbühel 2005, Auckland 2006, München 2006, Gstaad 2006, Barcelona 2007.
În ultimii ani a fost o prezență constantă în echipa României de Cupa Davis la simplu și dublu. În 2007 Federația Română de Tenis l-a desemnat "racheta numărul 1" a anului. Andrei Pavel, astăzi antrenor la CS Dinamo, a fost considerat drept cel mai valoros jucător de tenis român, după celebrul Ilie Năstase. Având un talent sclipitor, cel supranumit „Cneazul”, a fost mulți ani, jucătorul de bază al echipei de Cupa Davis a României.
S-a ocupat de pregătirea Simonei Halep și a lui Marius Copil. Cu Pavel în echipă, Simona a ajuns numărul 1 WTA și a câștigat primul turneu de Grand Slam, Roland Garros 2018.  Pavel a început colaborarea cu Marius Copil în august 2018, când  se afla pe locul 91 în clasamentul ATP, Copil ocupând poziția a 56-a în ierarhia mondială în Ianuarie 2019 fiind cea mai bună clasare din carieră. 
Locuiește la București, România.
A jucat în total nouă finale, ajungând pe locul 13 ATP, cel mai bun al carierei, în 2004.
A câștigat și șase titluri la dublu, din 11 finale disputate.
Din tenis, Pavel a câștigat 5.225.028 dolari, având și în Cupa Davis un bilanț pozitiv: a jucat 62 de meciuri pentru România și s-a impus în 40 dintre ele.
În prezent face echipa cu Adrian Ungur și antrenează tineri în plină ascensiune, dintre cei mai talentați și valoroși tineri jucători români: Alex Coman, David Nicholas Ionel, Filip Jianu, Sebastian Gima și Vlad Dumitru.

## Viața privată
El a început să joace tenis la vârsta de 8 ani după o selecție organizată de Școala Sportivă 2 din Constanța. S-a mutat în Germania la vârsta de șaisprezece ani. Andrei Pavel a câștigat Roland Garros-ul în proba de juniori, în 1992, la vârsta de 18 ani. 
Andrei Pavel s-a căsătorit cu Simone Pavel în august 1994, în Borgholzhausen, Germania.

Au împreună doi copii, o fată, Carolina Elena și un băiat, Marius Lukas. Au trăit o perioadă în Germania, acolo unde au făcut și nunta, apoi s-au mutat în Arizona, unde Pavel și-a deschis o academie de tenis.
Este divorțat din anul 2014. Se află într-o relație cu Adriana Vărbanciu din vara anului 2018 iar in 2023 si-au oficializat relația și împreună o fata în vârstă de 2 ani și 2 copii din prima căsătorie a Adrianei, Matei și Victor.
Îi place să gătească pentru familie și prieteni și, de câte ori are ocazia, merge la pescuit sportiv.

## Titluri la simplu (3)
| Nr. | Data            | Turneu              | Suprafață | Opponent în finală | Scor în finală |
| 1.  | 13 aprilie 1998 | Tokyo, Japonia      | Ciment    | Byron Black        | 6–3, 6–4       |
| 2.  | 22 mai 2000     | St. Pölten, Austria | Zgură     | Andrew Ilie        | 7–5, 3–6, 6–2  |
| 3.  | 30 iulie 2001   | Montréal, Canada    | Ciment    | Patrick Rafter     | 7–6, 2–6, 6–3  |

## Finale ATP pierdute (6)
| Nr. | Dată              | Turneu                   | Suprafață | Oponent în finală | Scor în finală |
| 1.  | 26 aprilie 1999   | München, Germania        | Zgură     | Franco Squillari  | 6–4, 6–3       |
| 2.  | 14 iunie 1999     | 's-Hertogenbosch, Olanda | Iarbă     | Patrick Rafter    | 3–6, 7–6, 6–4  |
| 3.  | 27 octombrie 2003 | Paris, Franța            | Sintetic  | Tim Henman        | 6–2, 7–6, 7–6  |
| 4.  | 25 aprilie 2005   | München, Germania        | Zgură     | David Nalbandian  | 6–4, 6–1       |
| 5.  | 22 mai 2006       | Portschach, Austria      | Zgură     | Nikolay Davydenko | 6–0, 6–3       |
| 6.  | 23 iulie 2007     | Umag, Croația            | Zgură     | Carlos Moyà       | 6–4, 6–2       |

## Titluri ATP la dublu (6)
| Dată               | Turneu                  | Suprafață | Partener        | Oponenți în finală                     | Scor             |
| 21 septembrie 1998 | București, România      | Zgură     | Gabriel Trifu   | George Cosac Dinu Pescariu             | 7–6(2), 7–6(4)   |
| 31 iulie 2005      | Kitzbühel, Austria      | Zgură     | Leoš Friedl     | Christophe Rochus Olivier Rochus       | 6–2, 6–7(5), 6–0 |
| 15 ianuarie 2006   | Auckland, Noua Zeelendă | Ciment    | Rogier Wassen   | Simon Aspelin Todd Perry               | 6–3, 5–7, (10–4) |
| 7 mai 2006         | München, Germania       | Zgură     | Alexander Waske | Alexander Peya Bjorn Phau              | 6–4, 6–2         |
| 16 iulie 2006      | Gstaad, Elveția         | Zgură     | Jiří Novák      | Marco Chiudinelli Jean-Claude Scherrer | 6–3, 6–1         |
| 29 aprilie 2007    | Barcelona, Spania       | Zgură     | Alexander Waske | Rafael Nadal Bartolomé Salvá-Vidal     | 6–3, 7–6(1)      |